# Tetranchyroderma coelopodium
Tetranchyroderma coelopodium är en djurart som tillhör fylumet bukhårsdjur, och som beskrevs av Boaden 1963. Tetranchyroderma coelopodium ingår i släktet Tetranchyroderma och familjen Thaumastodermatidae. Inga underarter finns listade i Catalogue of Life.